# Tempe (Arizona)
Tempe – miasto w Stanach Zjednoczonych, w stanie Arizona, w hrabstwie Maricopa, w zespole miejskim Phoenix. Założone w 1872 roku, prawa miejskie w 1894 roku. Prawie 190 tys. mieszkańców.

## Gospodarka
Współcześnie miasto jest ośrodkiem turystycznym, handlowym i technologicznym. W 1971 r. wybudowano to nowoczesne centrum handlowo-rozrywkowe, które stało się podstawą rozwoju turystycznego miasta. Miasto cieszy się opinią tolerancyjnego i otwartego dla różnych społeczności i mniejszości socjalnych. Popularnym burmistrzem miasta w latach 90. XX wieku był Neil Giuiliano – prezes miejskiego klubu LGBT. Tempe jest obecnie ośrodkiem turystyki LGBT. Z Tempe pochodzi Brooke Haven, amerykańska aktorka filmów porno.

## Miasta partnerskie
- Beaulieu-sur-Mer, Francja
- Carlow, Irlandia
- Lower Hutt, Nowa Zelandia
- Ratyzbona, Niemcy
- Skopje, Macedonia Północna
- Zhenjiang, ChRL
- Timbuktu, Mali